# Dan Jørgensen
Dan Jørgensen (Odense, 12 juni 1975) is een Deens politicus van de sociaaldemocratische partij Socialdemokraterne.

## Biografie
Jørgensen groeide op in Morud op het Deense eiland Funen en bezocht daar de middelbare school Nordfyns Gymnasium. Aansluitend studeerde hij aan de Universiteit van Aarhus, waar hij een master haalde in politieke wetenschappen. Tevens studeerde hij politieke wetenschappen aan de Universiteit van Washington. 
Jørgensen sloot zich aan bij de Socialdemokraterne en stelde zich namens die partij kandidaat bij de Europese parlementsverkiezingen van 2004. Hij werd verkozen met 10.350 stemmen en nam daarop zitting in het Europees Parlement. Hier was hij actief als vicevoorzitter van de commissie Milieubeheer, Volksgezondheid en Voedselveiligheid, en plaatsvervanger in de commissie Economische en Monetaire Zaken. Tevens was hij lid van de delegatie voor de betrekkingen met Iran en vervanger in de delegatie voor de betrekkingen met de Verenigde Staten. In 2009 trad Jørgensen als lijsttrekker voor zijn partij aan bij de Europese parlementsverkiezingen van dat jaar en werd hij met 233.266 stemmen herkozen.
In december 2013 trad Jørgensen vroegtijdig af als Europarlementariër om terug te keren naar Denemarken. Hij werd aangesteld als minister van Voedselvoorziening, Landbouw en Visserij in het kabinet van premier Helle Thorning-Schmidt, een functie die hij bekleedde tot juni 2015. Bij de Deense parlementsverkiezingen van 2015 werd hij gekozen in het Folketing, het nationale parlement.
Na vier jaar oppositie gevoerd te hebben, kwamen de sociaaldemocraten na de verkiezingen van 2019 opnieuw aan de macht. In de eerste regering van Mette Frederiksen, die op 27 juni 2019 aantrad, werd Jørgensen minister van Klimaat en Energie. Aansluitend werd hij in december 2022 benoemd tot minister van Ontwikkelingssamenwerking en Mondiaal Klimaatbeleid in het kabinet-Frederiksen II.

### Persoonlijk
Jørgensen is getrouwd met de actrice en zangeres Laura Bach.
- Bibsys: 11058829
- Gemeinsame Normdatei: 1169800998
- International Standard Name Identifier: 0000 0003 6703 3125
- Library of Congress Control Number: no2018172773
- Virtual International Authority File: 230533254
- WorldCat: E39PBJhX3KBGdj6TBQ6Q4JPbBP